# 資訊市場
資訊市場，指資訊交易的平台。在資訊市場中，人們交換資訊時，會將其視為權力工具或是拿來交換更高價值的資訊。相對的，當新科技大大降低了創造資訊和傳播資訊的費用時，傳統的資訊市場的領導者，像是報紙、百科全書將要失去其地位。他們也指出資訊市場不像教科書競爭市場，有很多廠商提供類似的產品，因此沒有能力去影響價格。
從傳統到資訊市場的轉變過程中，自主的提供者和使用者代替賣方跟買方各自的進行交換東西和服務。就像工業從大量製造轉為客製化，市場也應該轉為個人化。相同地，隨著客製化的增加，關於產品和服務的資訊將成為一種愈來愈重要的資源。
雖然商業界認為他們對於顧客的資訊是可以掌握的，但是當顧客認為他們有更大控制這些屬於他們資訊的能力時，要獲取顧客的資訊似乎變得更為困難。更進一步，當資訊擁有者轉換至顧客身上，一個新的供應資源產生，而且中在供應方和業界間的中介者也多了加值的機會。
雖然現今的web環境下的資訊市場很像古西方拓荒者時期，政府最後將會找出一些方法來訂定標準、財產權和規章，就像所有的經濟活動最終是有序的。就像過去的例子一樣，沒有理由去預期Net會有所不同。